# Либц
Либц (њем. Lübz) град је у њемачкој савезној држави Мекленбург-Западна Померанија. Једно је од 76 општинских средишта округа Пархим. Према процјени из 2010. у граду је живјело 6.353 становника. Посједује регионалну шифру (AGS) 13060049.

## Географски и демографски подаци
Либц се налази у савезној држави Мекленбург-Западна Померанија у округу Пархим. Град се налази на надморској висини од 50 метара. Површина општине износи 49,2 km². У самом граду је, према процјени из 2010. године, живјело 6.353 становника. Просјечна густина становништва износи 129 становника/km².

## Међународна сарадња
| Мјесто     | Држава      | Врста сарадње | Од    |
| ---------- | ----------- | ------------- | ----- |
| Наровља    | Бјелорусија | партнерство   | 2004. |
| Валга      | Естонија    | контакт       | 1994. |
| Харткирхен | Аустрија    | партнерство   | 1995. |
| Извор      |             |               |       |